# Fame (canción de Grace Jones)
«Fame» (en español: «Fama») es el tercer sencillo del álbum Fame de Grace Jones, lanzado en 1978. Es también la tercera canción del lado A del álbum. Junto con «Do or Die» y «Pride», alcanzaron el #3 en el Billboard Hot Dance Club Play.

## Lista de canciones
- US 12" promo (1978) Island PRO 763

1. «Fame» (Editada) - 4:51
2. «Am I Ever Gonna Fall in Love in New York City?» - 5:28

## Posicionamiento
| Lista musical (1977)          | Posición | Notas                           |
| ----------------------------- | -------- | ------------------------------- |
| Billboard Hot Dance Club Play | 3        | Junto con "Do or Die" y "Pride" |